# Itasha
Itasha (痛車 (Thống Xa)), là một thuật ngữ tiếng Nhật cho một mốt otaku tự trang trí các bộ phận xe ô tô của họ bằng hình ảnh các nhân vật hư cấu trong anime, manga hay video game (đặc biệt là bishōjo game hay visual novel, bao gồm eroge). Những nhân vật này chủ yếu là các cô gái "moe". Cách thức trang trí có thể là sơn hoặc dán. Các xe bốn bánh được gọi là itasha, trong khi các xe máy và xe đạp tương tự được gọi lần lượt là itansha (痛単車) và itachari (痛チャリ).

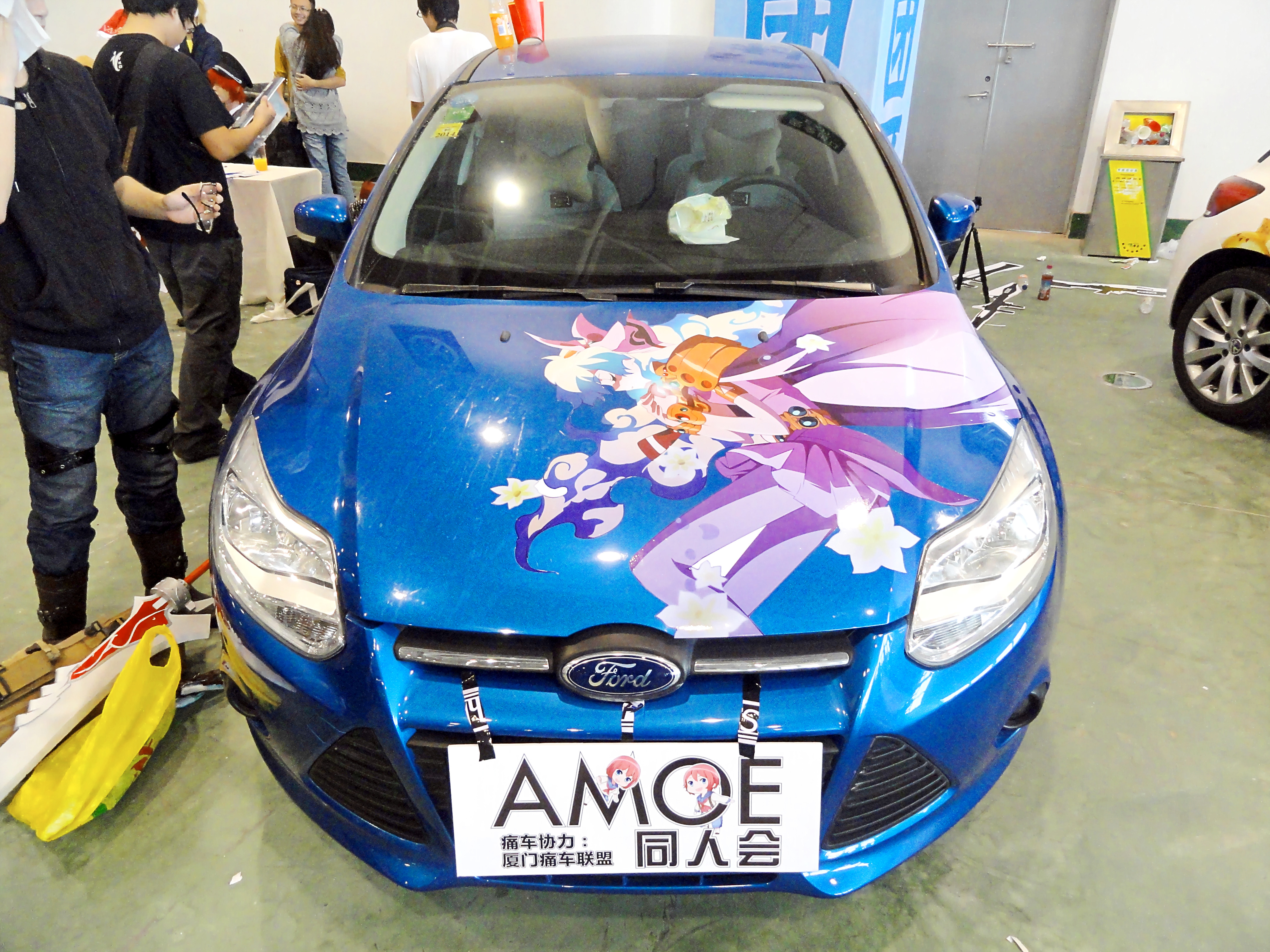
Một itasha ở Hạ Môn, Trung Quốc với nhân vật Nia trong Gurren Lagann trên mui xe.

Loại xe này thường bắt gặp và gây chú ý mạnh ở Akihabara (Tokyo), Nipponbashi (Osaka), hay Ōsu (Nagoya).

## Từ nguyên
Trong thập niên 1980, khi Nhật Bản đã phát triển thành một siêu cường kinh tế, đường sá ở Tokyo luôn tấp nập bởi những chiếc xe nhập khẩu cao cấp. Trong số chúng, "itasha"—từ lóng nguyên thủy trong tiếng Nhật để chỉ loại xe nhập khẩu từ Ý ("Italia")—được ưa chuộng nhất. Tuy nhiên, trong thập niên 1990, thuật ngữ "itai" ra đời để ám chỉ một cách gay gắt, khinh miệt về thuật ngữ "otaku" vốn bị ảnh hưởng tiêu cực do tội phạm giết người hàng loạt Miyazaki Tsutomu gây ra. Kể từ đó, itasha (lúc này nghĩa là xe có trang trí) được bắt nguồn từ sự kết hợp giữa hai từ tiếng Nhật là itai (痛い đau đớn) và sha (車 xe cộ). Itai với nghĩa "đau đớn" lúc bấy giờ có thể được hiểu là sự "đau đớn xấu hổ" hay "đau đớn chi tiêu" do các phí tổn to lớn liên quan. Cái tên này cũng là một sự chơi chữ của Italian cars (イタリア車 Itaria-sha, xe hơi Ý), được đọc gọn thành từ lóng tiếng Nhật Itasha (イタ車).

## Lịch sử
Việc trang trí xe như vậy đã bắt đầu từ những năm 1980 qua việc trưng bày các nhân vật làm bằng vải bông và dán hình, nhưng chỉ trở thành một hiện tượng lúc bước vào thế kỷ 21, khi nền văn hóa otaku trở nên nổi tiếng qua Internet. Ghi nhận sớm nhất về những chiếc itasha thật thụ là trong một sự kiện vào tháng 8 năm 2005 - Comiket 68.

### Sự kiện
Năm 2007, Autosalone (あうとさろーね Autosarōne), một sự kiện tập trung vào itasha, được tổ chức lần đầu tiên ở Ariake, gần địa điểm diễn ra Comiket. Kể từ đó hiện tượng tiểu văn hóa này đã phát triển và cho phép mọi người thể hiện bản thân và khoe tay nghề trang trí của họ với bạn bè cùng sở thích hay các đối thủ so tài.

### Lấn sang thể loại xe thể thao
Ngày nay, sự góp mặt của itasha trong các sự kiện xe đua thực sự trở thành một trong những dấu ấn độc đáo của ngành công nghiệp xe thể thao Nhật Bản. Xe đua theo kiểu itasha có thể được nhìn thấy trong các cuộc đua câu lạc bộ cấp khu vực đến các đường đua đẳng cấp quốc tế (bao gồm cả trong những sự kiện của FIA). Những tay đua cũng không hoàn toàn nghiệp dư, nhiều đội tuyển chuyên nghiệp đã không ngần ngại biến xe của họ thành itasha. Việc này không chỉ đóng vai trò là một phương thức phô bày nhãn quảng cáo của nhà tài trợ (nếu nhân vật hoặc thiết kế được cung cấp bởi các nhà tài trợ), nó được xem là một trong nhiều cách để mở rộng lượng người hâm mộ của đội tuyển hoặc quảng bá các sự kiện mà họ tham gia. Goodsmile Racing đã triển khai một dòng itasha theo chủ đề Hatsune Miku với các loại xe Autobacs Super GT từ năm 2010.
Ngoài itasha, sự góp mặt của nhiều loại xe hai bánh hay cả xe đua bánh lớn kiểu itasha cũng được nhìn thấy trong các sự kiện thể thao.

## Phong trào quốc tế
Các loại xe được trang trí tương tự cũng được nhìn thấy ở Đài Loan, Philippines, Malaysia, Hoa Kỳ, Brasil, và Indonesia.

## Itasha thuộc sở hữu của bên giữ bản quyền nhân vật
Giám đốc điều hành Yoshida Hirohiko của ACID Co., Ltd. (hãng phát triển game âge) được ghi nhận là đang sở hữu những chiếc Lamborghini Gallardo Lancia Stratos, BMW M5 chủ đề Muv-Luv. Các xe này đã góp mặt trong sự kiện âge×Nitro+ năm 2008 ở Akibahara UDX Gallery.
Một chiếc Suzuki Wagon R theo chủ đề Macross Frontier được công bố chính thức trong Macross Galaxy Tour Final. Sau đó nó được tái thiết kế cho buổi lễ Macross Super-Dimensional Space Launch.

## Itasha thuộc sở hữu của nhà sản xuất xe
Trong Nagoya Auto Trend năm 2009, những chiếc Chevrolet Corvette chủ đề Phantom of Inferno, MINI Cooper chủ đề Melonbooks và Toyota Estima chủ đề Chaos;Head Noah đã được góp mặt.

## Liên kế ngoài
- Japan Realm 'what is itasha'-Article describing subculture of itasha, June 2014 (tiếng Anh)
- "'Anime'-decorated cars latest 'otaku' fad"—Article describing itasha, May 2008 (tiếng Anh)
- "Japanese 'itasha' gain in popularity in Taiwan"—Article describing itasha in Taiwan, July 2008 (tiếng Anh)
- Itasha Graphics, the itasha oriented magazine by Geibunsha (tiếng Nhật)
- Autosalone Lưu trữ ngày 13 tháng 2 năm 2012 tại Wayback Machine, the itasha oriented convention, from 2007 (tiếng Nhật)
- 富士スピードウェイに痛車がっ！ 世界一痛いカーイベント！ Fuji Speedway hosts itasha! The most painful car event in the world!), Ascii.jp report, May 2008 (tiếng Nhật)
- Mirai Millenium Itasha Lưu trữ ngày 14 tháng 7 năm 2018 tại Wayback Machine—Article picturing the decoration process of one car in Indonesia became itasha, August 2012 (tiếng Anh)